# Șoldanu
Șoldanu – wieś w Rumunii, w okręgu Călărași, w gminie Șoldanu. W 2011 roku liczyła 2451 mieszkańców.